# Владимир (Фирман)
Владіка Владимир (Фирман) (укр. Володимир Фірман) украинский церковний деятель, епископ-помощник Тернопольско-Зборовской архиепархии.

## Биография
в селе Зарваница 8 мая 1976 года родился Владимир Фирман. 9 мая 1999 года принял диаконские дары, а через год иерейские с рух Михаила (Сабригы). О своем призвании говорит что на желания стать священником повлиял 1988 год и празднование Крещения Руси. Учился в Люблинском католическом университете, Подольском аграрно-техническом и Львовском католическом университетах. 27августа 2023 года епископская хиротония с рук Слатослава Шевчука, Василия (Семенюка) и Богдана (Данило)